# Lobet Gott in seinen Reichen
Lobet Gott in seinen Reichen (in tedesco, "Lodate Dio nei suoi regni") BWV 11, conosciuta anche come Oratorio dell'Ascensione, è una cantata di Johann Sebastian Bach.

## Storia
Nota anche con il nome di Oratorium in Festo Ascensionis, la cantata venne composta nel 1735 ed eseguita per la prima volta il 19 maggio dello stesso anno. Esistono quattro composizioni di Bach per la festa dell'Ascensione: le altre tre sono cantate appartenenti ai cicli liturgici scritti nel 1723-1724 (la BWV 37), 1724-1725 (BWV 128) e 1725-1726 (BWV 43). Anche se viene considerata una cantata, la Lobet Gott in seinen Reichen è più esattamente un oratorio, nel quale l'evangelista svolge il ruolo narrativo.
Il testo comprende brani biblici e corali, questi ultimi probabilmente scritti da Christian Friedrich Henrici. Strutturata in undici movimenti, la cantata viene eseguita con i movimenti da uno a sei prima del sermone e da sette ad undici dopo il sermone.

## Struttura
La cantata è composta per soprano solista, tenore solista, basso solista, coro, tromba I, II e III, timpani, oboe I e II, flauto I e II, archi e basso continuo ed è suddivisa in undici movimenti:
1. Coro: Lobet Gott in seinen Reichen.
2. Evangelista (tenore): Der Herr Jesus hub seine Hände auf.
3. Recitativo (basso): Ach, Jesu, ist dein Abschied schon so nah?
4. Aria (contralto): Ach, bleibe doch, mein liebstes Leben.
5. Evangelista: Und ward aufgehoben zusehends.
6. Corale: Nun lieget alles unter dir.
7. Evangelisti (tenore e basso): Und da sie ihm nachsahen gen Himmel fahren.
8. Recitativo (soprano): Ach ja! so komme bald zurück.
9. Evangelista: Sie aber beteten ihn an.
10. Aria (soprano): Jesu, deine Gnadenblicke.
11. Corale: Wenn soll es doch geschehen.

Il coro di apertura è basato sulla cantata Froher Tag, verlangte Stunden BWV Anh 18. I recitativi per basso e contralto sono accompagnati dai flauti e dal basso continuo. Le arie per contralto e per soprano sono entrambe basate sulla cantata nuziale Auf, süß entzückende Gewalt BWV Anh 196, scritta nel 1725 su testo di Johann Christoph Gottsched. Bach utilizzò l'aria del contralto anche nell'Agnus dei della sua Messa in Si minore BWV 232.
L'aria del soprano è uno dei rari pezzi senza l'accompagnamento del basso continuo, ma solo con i due flauti in unisono, l'oboe e gli archi, probabilmente con l'intenzione di dare all'ascoltatore un'idea "celestiale" senza il peso della materialità terrena.